# 로저 와그너 합창단
로저 와그너 합창단(The Roger Wagner Chorale)은 미국 로스앤젤레스를 근거로 한 합창단이다. 초창기에는 로스앤젤레스 콘서트 합창단(Los Angeles Master Chorale)이라고 불렸다.
뛰어난 미국의 합창단으로 이 로저 바그너란 이름은 이 합창단을 조직하고 육성시킨 지휘자의 이름에서 온 것이다. 이 합창단은 로스앤젤레스의 세인트 조셉 교회의 성가대가 발전한 것으로, 로저 와그너 합창단으로 발족한 것은 1946년이다. 역사는 짧지만 지휘자 로저 와그너의 지도를 받아서 정교한 앙상블을 보여준다. 정규 멤버는 남녀 모두 24명이나 이 밖에 약 3백명 가까운 예비단원을 확보하고 있다. 또한 파리나 런던에도 분단이 있어 세계 각지에서 활약하고 있다. 이 합창단은 종교음악에서도 훌륭한 활동을 보여주고 있지만 세계 각국의 민요 분야에서도 큰 활동을 보여주고 있다.